# جیمی گاروپولو
جیمز "جیمی" گاروپولو (به انگلیسی: James "Jimmy" Garoppolo) (متولد ۲ نوامبر ۱۹۹۱) یک بازیکن فوتبال آمریکایی اهل ایالات متحده آمریکا است که برای باشگاه نیو انگلند پتریوتس در پست کوارتربک بازی می کند.